# Nano-impacts électrochimiques
 (mars 2023).
La détection des nanoparticules (NP) par impact est une méthode ampérométrique, analytique et électrochimique. Cette méthode est basée sur un processus de collisions de nanoparticules, qui peuvent être des particules métalliques, comme de l’argent, des billes de silice, ou de polystyrène. sur une ultramicroelectrode (UME). 
Cette méthode de détection, admet plusieurs stratégies de détection, qui ont été mises au point au début des années 2000. Les NP en solution sont soumises au mouvement Brownien. L’UME est immergée dans la solution, et au cours de l'expérience, les particules vont entrer en collision avec cette dernière afin de créer une variation de courant, détectable par un potentiostat. Il peut exister différentes variations de courant, en fonction de la nature de la NP et des réactions engagées.

## Méthodes de détection

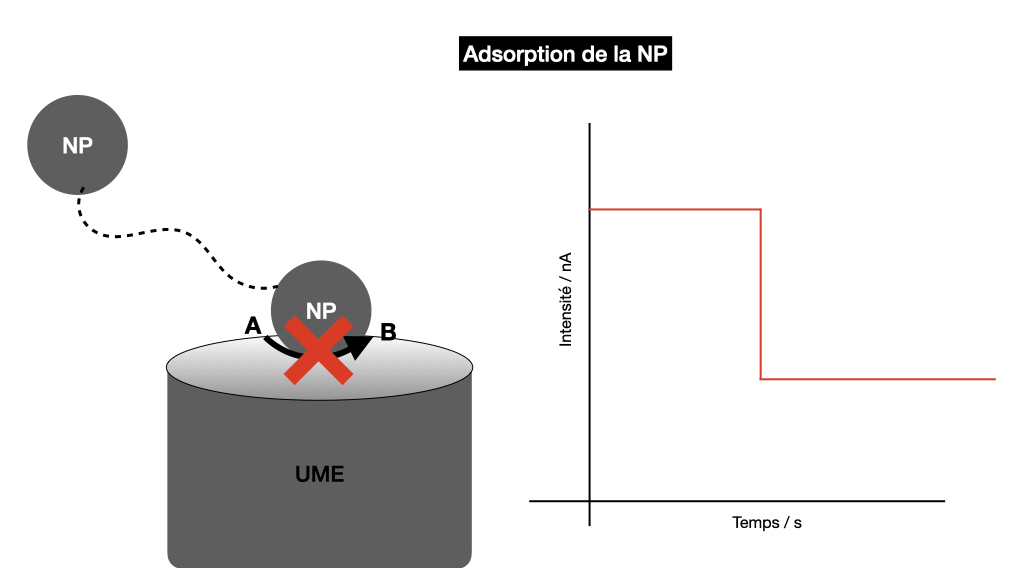
Quand la NP est adsorbée par l'UME, on observe une baisse significative du courant.

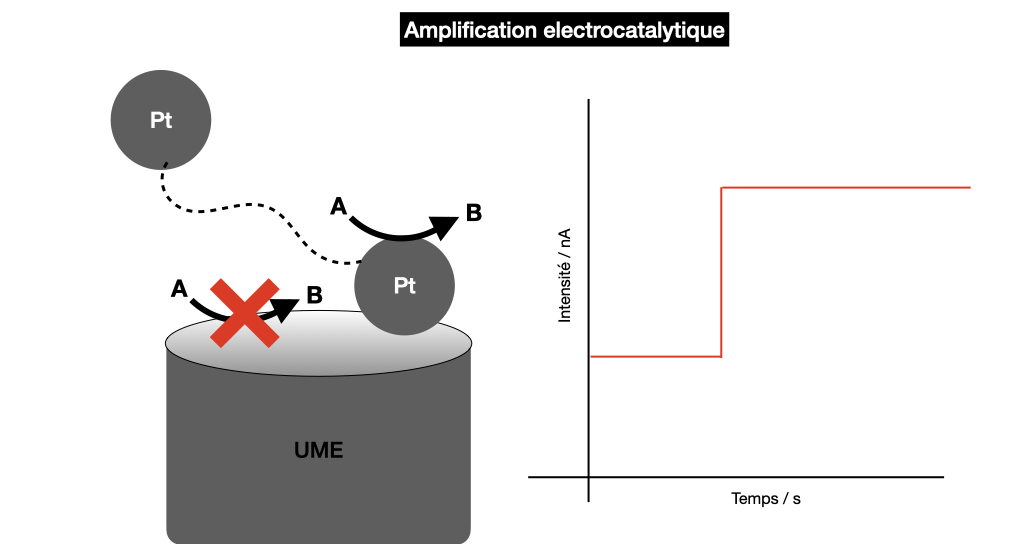
Quand la NP entre en collision avec l'UME, on observe une hausse significative du courant.

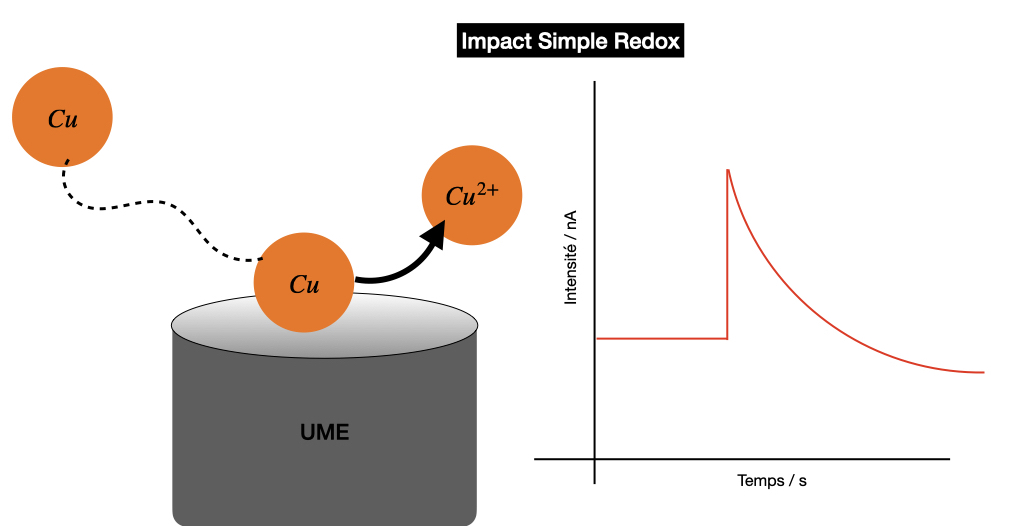
Quand la NP entre en collision avec l'UME, on observe une baisse hausse du courant, semblable à un signal en forme de pic.

Il existe trois méthodes de détection générales, résultant des différentes façons dont les NP peuvent interagir avec l'UME :
- La détection par «blocage de surface»[1]. Lorsque la nanoparticule entre en contact avec l’UME, elle empêche une réaction redox simple de se produire sur le site d’impact de la particule, à la surface de l’UME. Cette NP étant isolante, l’intensité du courant résultant diminue sur l’UME, la partie obstruée étant non conductrice[2]. Cette méthode a été la première à permettre de détecter des particules individuelles de taille entre 50 et 100 nm de diamètre par électrochimie.

- La détection par électrocatalyse[3]. La méthodologie expérimentale ayant permis de mettre au point cette méthode fut par l'utilisation d'une UME dans une solution contenant une espèce redox, en présence de NP. La réaction non catalysée se produisant en tous points de l'UME, la nanoparticule catalyse la réaction au point d'impact, ce qui crée une amplification du courant, détectable par des pics[2]. Cette méthodologie a permis de caractériser la collision d’une seule NP sur une UME[3].

- La détection par impact simple redox[4]. Cette méthode permet de visualiser un pic de courant lors d’un impact d’une NP sur l'électrode. En effet lorsque la nanoparticule entre en collision avec l'UME, elle est réduite ou oxydée par l'électrode, selon sa nature.

## Techniques analytiques des particules
Plusieurs techniques analytiques peuvent être utilisées pour la détection et la caractérisation des NP. Les plus connues incluent les microscopes électroniques à balayage ou à transmission (SEM, TEM). Elles fournissent une preuve directe de la taille et de la forme des NP, et en combinaison avec des techniques telles que la spectroscopie de rayons X à dispersion d'énergie (EDX), des informations sur la composition chimique peuvent être également obtenues. 
Les méthodes électrochimiques basées sur le nano-impact se sont révélées très prometteuses pour l'étude des nanoparticules et des réactions chimiques à l'échelle nanométrique. En mesurant le transfert de charge faradique résultant de la réduction ou de l'oxydation des nanoparticules, il est possible d’avoir accès à des informations quantitatives sur les NP impactantes telles que leur taille, leur concentration ainsi que leur agrégation. Cette méthode alternative à la microscopie et à la spectroscopie fournit une approche efficace et rentable pour la caractérisation et la détection des NP.

### Détermination de la taille des NP
La méthode permettant de donner des informations sur les dimensions de nanoparticules métalliques individuelles se nomme coulométrie de particules anodiques (APC) pour une oxydation des NP lors de l’impact sur une UME.  L'inverse de cette dernière est la coulométrie cathodique des particules (CPC) qui utilise la réduction des NP lors de l’impact sur l’UME. Ces méthodes nous renseignent sur la taille des NP individuellement. 
Une relation entre le diamètre {\displaystyle D_{\mathrm {np} }} et la charge {\displaystyle Q} transmise à la suite de l’oxydation complète des NP seules établie en supposant que les NP sont sphériques est donnée par :
{\displaystyle D_{\mathrm {np} }=2^{3}{\sqrt {3A_{\mathrm {r} }Q \over 4nF\pi \rho }}}
où :
{\displaystyle n\,} est le nombre d'électrons transférés,
{\displaystyle \rho \,} la densité en NP,
{\displaystyle F\,} la constante de Faraday (96 500 C/mol),
{\displaystyle A_{\mathrm {r} }\,}est la masse atomique relative (kg).
La distribution de taille des NP peut être délivrée en analysant les pics d'impact individuels. On constate également que la fréquence de collision augmente de manière linéaire avec la concentration de NP.

### Détermination de la concentration en NP
Des nanoparticules ont fait l’objet d'études afin de déterminer leur concentration en milieu aqueux. En se servant de l'équation suivante, nous avons accès à la concentration à un moment donné :
{\displaystyle C(t)={\frac {C_{0}}{\chi (t)}}\,} avec {\displaystyle \,\chi =\left({\frac {R}{r_{\mathrm {np} }}}\right)^{3}}
où :
{\displaystyle C_{0}\,} est la concentration en nanoparticules individuelles (mol/m3),
{\displaystyle \chi \,} le nombre moyen de NP dans un agrégat de nanoparticules,
{\displaystyle R\,} la taille des agglomérats,
{\displaystyle r_{\mathrm {np} }\,} le rayon moyen des NP.

## Applications
La méthode d’analyse par détection électrochimique de nanoparticules peut être utilisée dans différents domaines. Des études ont montré que de grandes quantités de nanoparticules d’argent étaient présentes dans les organismes vivants et suggèrent des effets nanotoxiques sur ces individus. Afin de déterminer la quantité et/ou la taille des nanoparticules présentes dans certains milieux, nous pouvons avoir recours à la méthode de détection de ces dernières par nano-impacts. Par exemple, cette technique peut être utilisée afin de contrôler la qualité de l’eau par chronoampérométrie; utilisée dans différentes solutions (KCl, eau du robinet et eau en bouteille) afin de surveiller le courant présent à l’électrode. Lorsqu’une nanoparticule d’argent tape contre l’électrode, maintenue à potentiel constant, elle est oxydée. Il apparaît alors un pic sur le chronoampérogramme résultant de cette expérience. Ainsi, chaque pic présent sur la figure correspond à l’oxydation d’une AgNP ayant touché l’électrode. Il est alors possible de déterminer la quantité d’AgNP présente en solution.
Bien que certaines nanoparticules métalliques servent à de nombreuses applications comme la catalyse, il s'avère que celles-ci sont également une grande source de pollution. En effet, dû à leur taille nanométrique, elles pénètrent  facilement dans divers milieux et causent des effets indésirables dans les écosystèmes marins et également sur la santé des êtres humains. Il a donc été nécessaire de remédier à cela afin de surveiller la présence des nanométaux en solutions aqueuses. La méthode des nano-impacts a révélé qu’il était possible de déterminer en plus de la taille, la concentration de ces nanoparticules dissoutes en milieux aqueux.  En ajoutant en solution une concentration connue de nanoparticules, la méthode APC permet d’obtenir un graphique du nombre de pics cumulés en fonction du temps.  Toutefois, lorsque l’on augmente la concentration initiale, le nombre de pics cumulés devient plus important. De ce fait, il est alors possible de déterminer la concentration des nanométaux en solution en manipulant un certain nombre d'équations.